# Biserica de lemn din Dămțeni

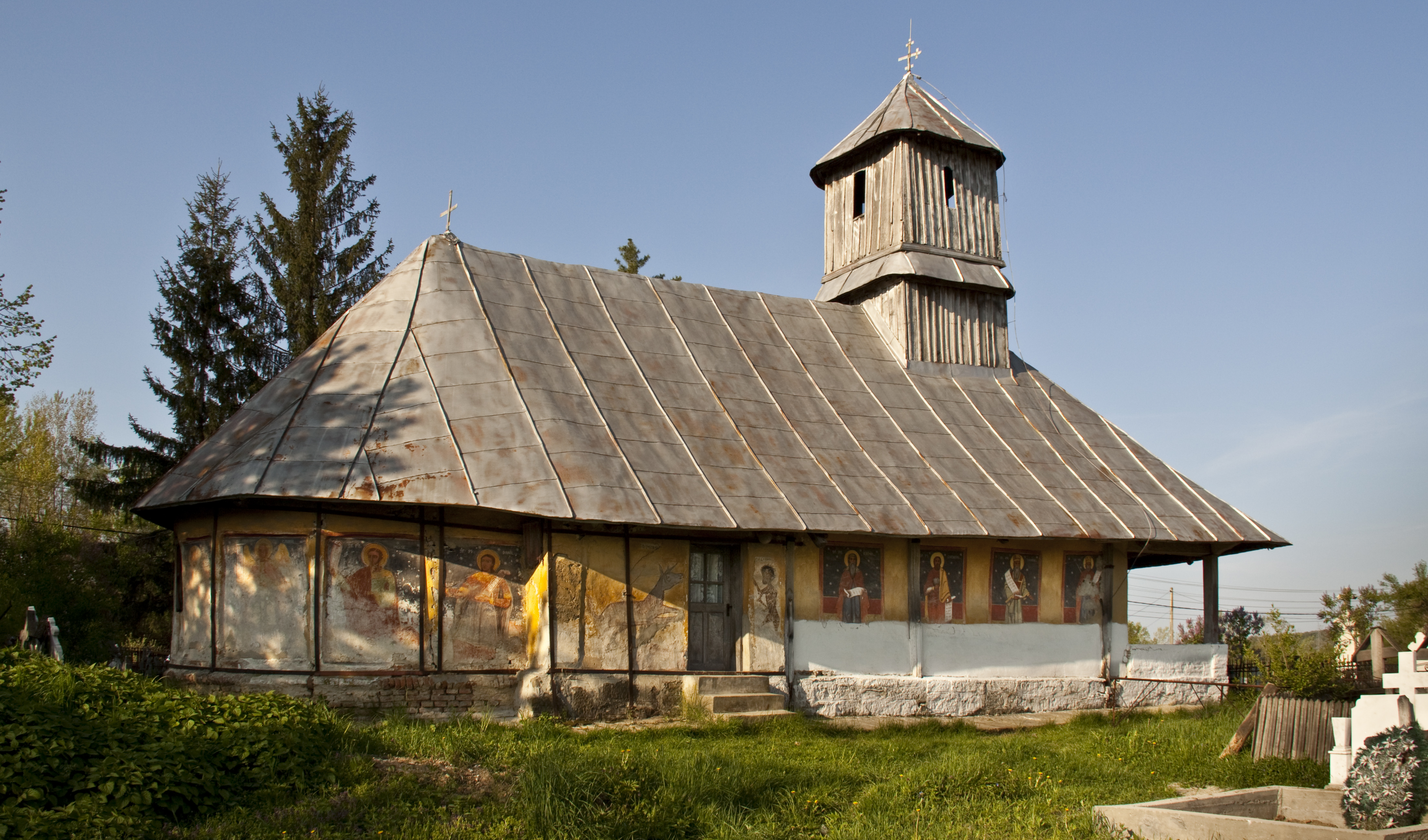
Biserica de lemn din Dămțeni, vedere din nord-est, foto: 2010

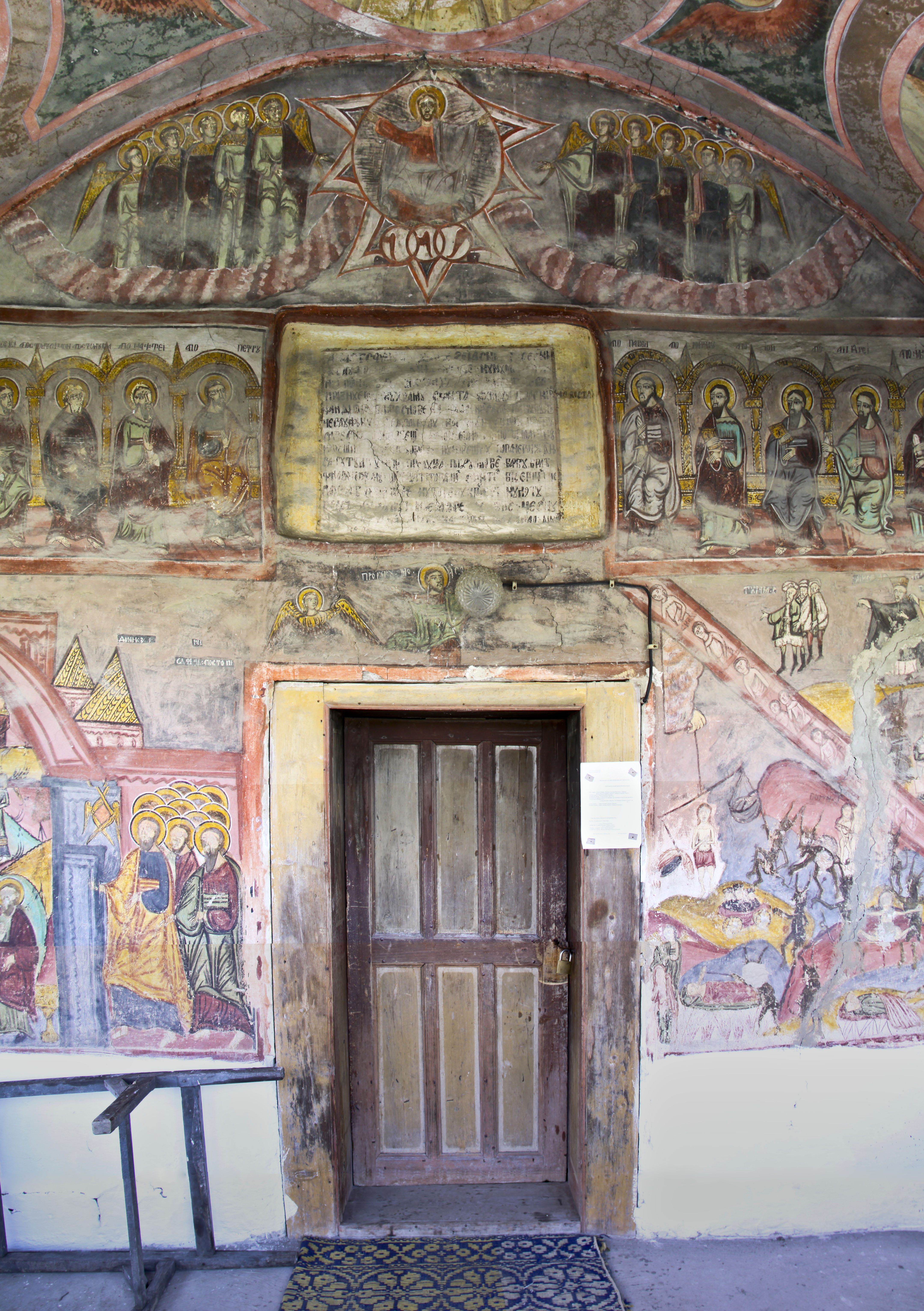
Intrarea în biserică prin peretele pictat cu tema „judecății de apoi”, foto: 2010

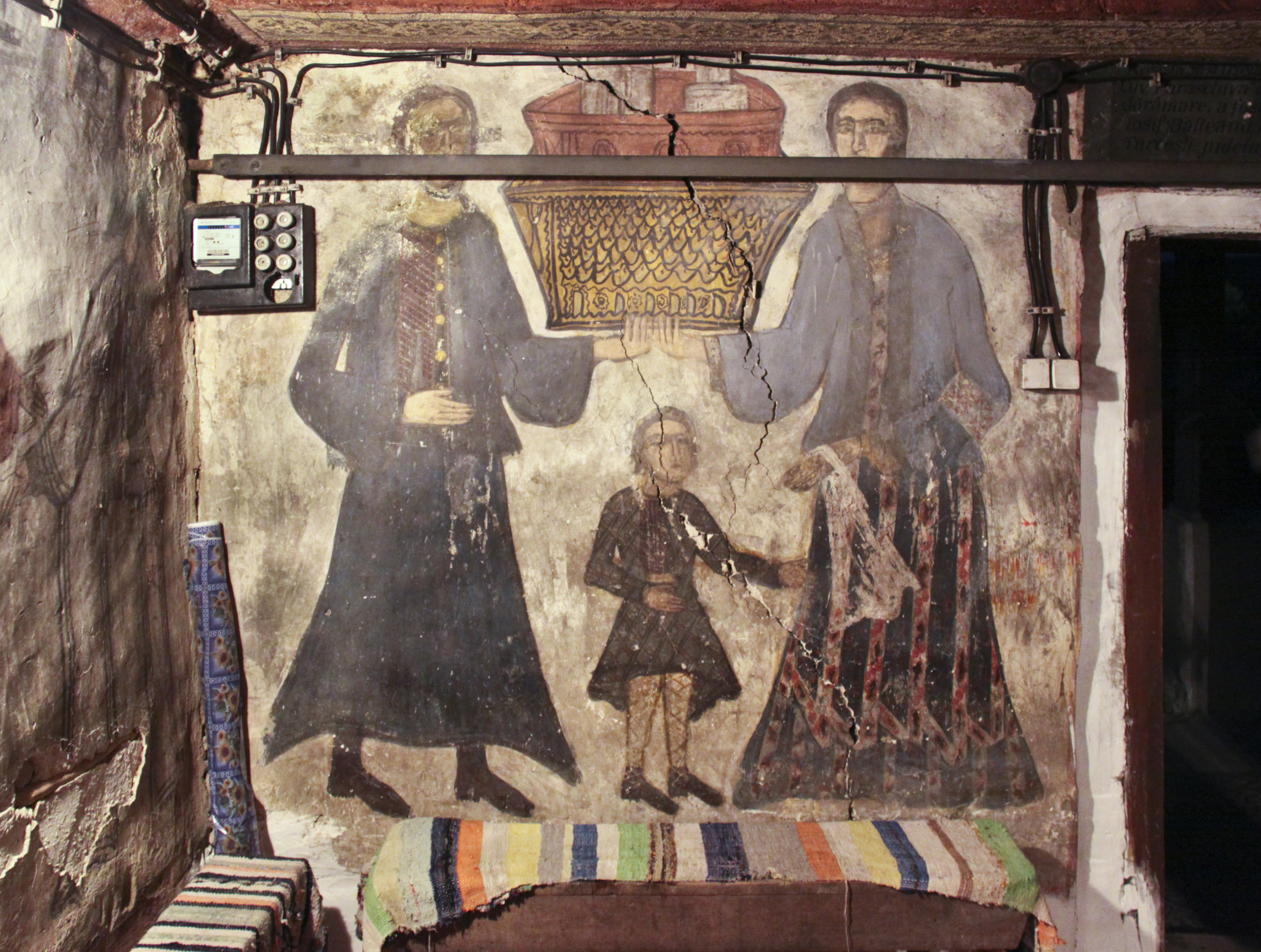
Tabloul ctitorilor cu biserica răsturnată, foto: 2010

Biserica de lemn din Dămțeni se află în satul Dămțeni din localitatea Berbești, județul Vâlcea și poartă hramul „Cuvioasa Paraschiva”. Vechimea ei nu este cunoscută doar momentul refacerii ei în forma actuală, prin pisania de la 1847. Se distinge prin pictura interioară și exterioară de la 1847, îndeosebi prin ampla desfășurare a scenei „judecății de apoi” din jurul intrării, în pridvor. Se remarcă și figurile ctitorilor în costume de epocă din tindă și pisaniile. Valoarea de document istoric și artistic o recomandă pentru includerea pe noua listă a monumentelor istorice.

## Istoric
Nu se cunoaște vechimea lăcașului din Dămțeni. Vre-o veche pisanie s-ar mai putea afla sub stratul de tencuială din exterior sau din interior. 
Construcția a primit înfățișarea actuală în urma unei refaceri din temelie în anul 1847, moment surprins în pisania de peste intrare. Textul, în litere chirilice, destăinuie încă următoarele: „Această sfântă, dumnezeiască biserică ce s-au prenoitu dinu temelie, cu numele Tatălui șii al Fiului și cu al Duhului Sfântu, ce se prăznuește cu hramu Sf[â]nta Cuvioasa Paraschiv[a] is costia fi[i]ndu și cu blagoslovenia priaosfinți[i] sale piscupului ce s-au făcutu de dumănialui Costandin sin Ionu Grecu Slăvescu ot Berbești, diaconu Mania sin popa Mania cu [e]nor[i]eș[ii] lu[i], Ionu sin Ionu Oșovei cu [e]nor[i]eș[ii] lu[i], popa Negoiță dinu satul Turcești, Preduța, Pătru Oșovei, Barbu bratu, Floria Cojanu și toți titorași[i] sf[i]ntei biseriții; ce s-au lotu sev[â]rșire cu tote lucru[ri]le ei; cu liatu 1847 luna lui noemvre 8 zile: ce să numește biserica din lunca Tarâei, mahalao Dâmâț[en]i, satu Berbești”. Amploarea lucrărilor din 1847 poate fi parțial apreciată. Se poate presupune că intenția renovărilor a fost de a moderniza vechea biserică de lemn, înlocuind altarul, iconostasul și pereții transversali de lemn cu structuri de zid. Prin îmbrăcarea cu cercuială și tencuială în interior și pe exterior, biserica a primit aspectul unei biserici de zid. În final a fost pictată generos, atât în interior cât și în exterior. La intrare, peretele înalt al tâmplei a permis desfășurarea pe larg a temei „judecății de apoi”. Intrarea este prinsă între raiul din stânga și iadul din dreapta, teme regăsite și la alte bisericuțe de lemn pictate, din zona Vâlcii. În tindă sunt pictați o parte din ctitorii însemnați în pisania de la 1847, mai ușor de recunoscut fiind Ionu Oșovei și diaconu Mania cu soțiile lor, pe peretele de sud. Cel care ține în mână imaginea răsturnată a bisericii este probabil Constantin fiul lui Ion Grecu Slăvescu, însoțit de șoția și fiul lui, în dreapta ușii de la intrare.
Un moment critic din existența acestui lăcaș este surprins de pisania din tindă, peste intrare, din care aflăm că: „Această Sf[ântă] și D[umn]zăiască biserică ce se prăznuește cu hramul Cuvioasa Paraschiva din satul Dămțeni, fiind aprobată spre dărâmare, a fost scoasă din ruină de către preotul Iosif Bălteanu paroh, cu toți fii săi duhovnicești din Turcești, județul Vâlcea spre veșnica pomenire, între anii 1913-1922. 30 august 1922”. Starea critică în care ajunsese construcția în pragul secolului 20 se datora, desigur, lucrărilor de modernizare încheiate în 1847. Înlocuirea perețiilor transversali de lemn cu cei de zid a slăbit capacitatea structurii de a descărca greutatea acoperișului, ceea ce a condus în timp la dislocarea și îndepărtarea pereților longitudinali. Pentru a opri aceste forțe interioare, structura a fost prinsă în cingători și întărită transversal prin tiranți de fier. Probabil cu aceeași ocazie a fost refăcută și completată pictura murală. 

## Imagini exterioare

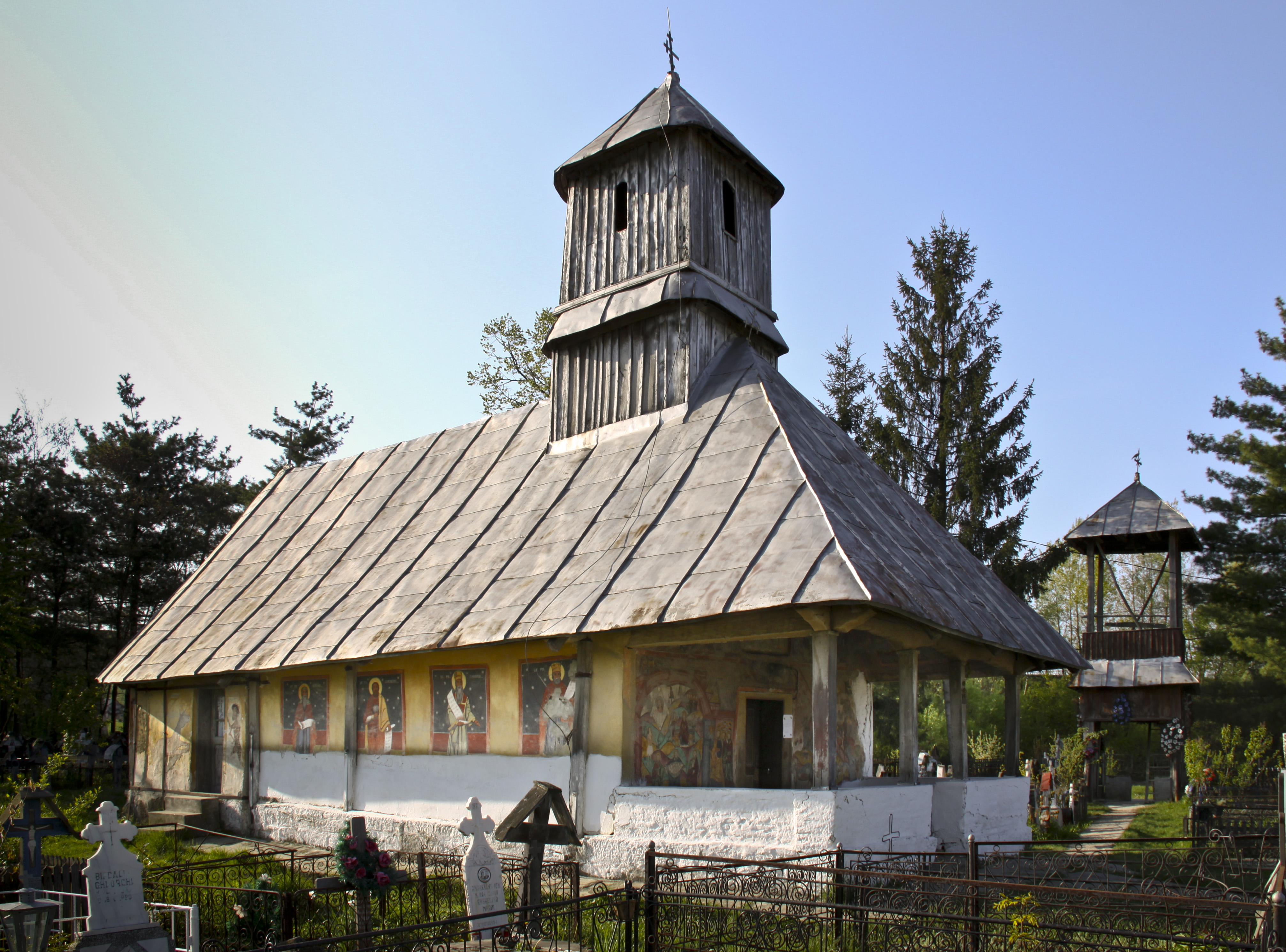
nord-vest
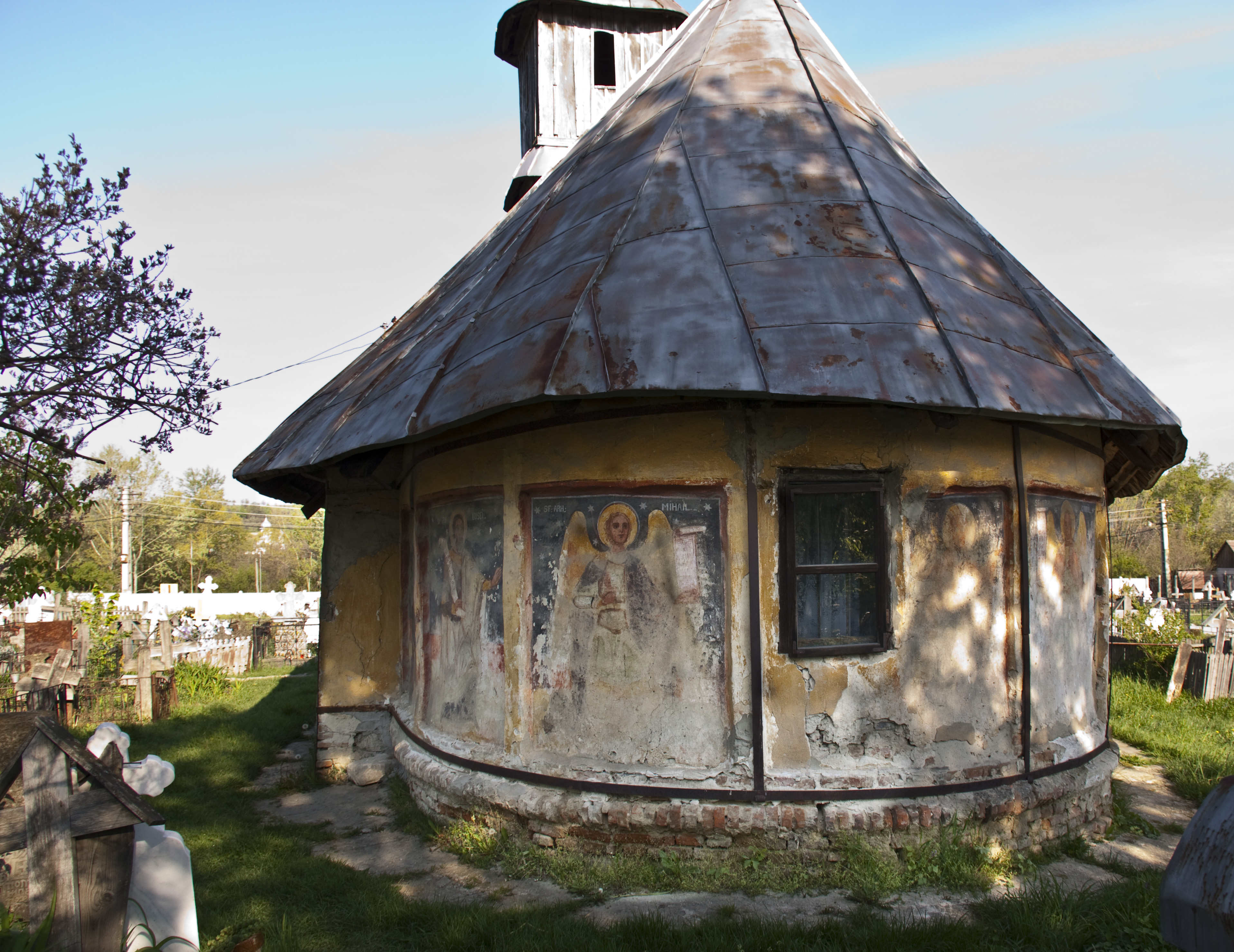
în dosul altarului
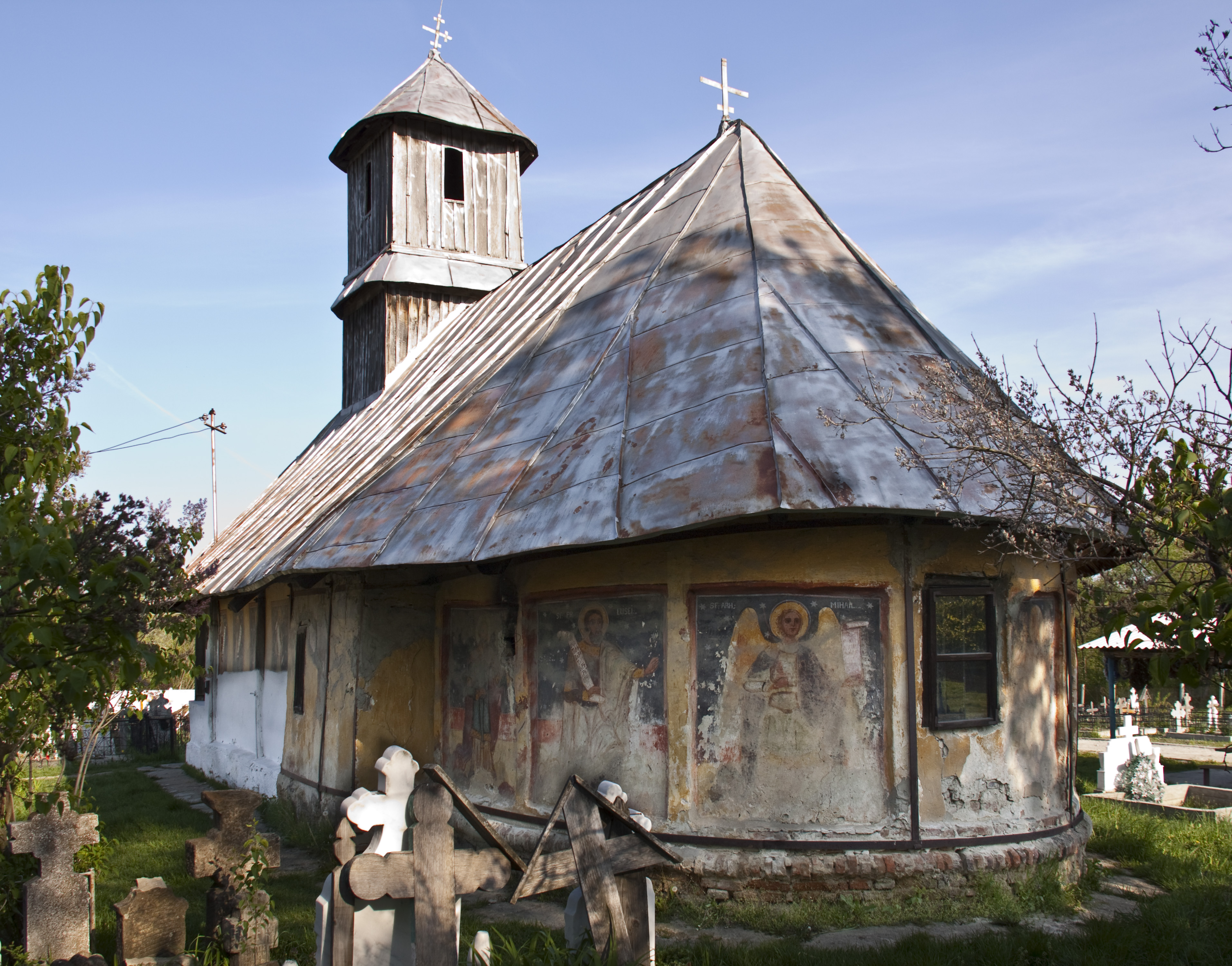
sud-est
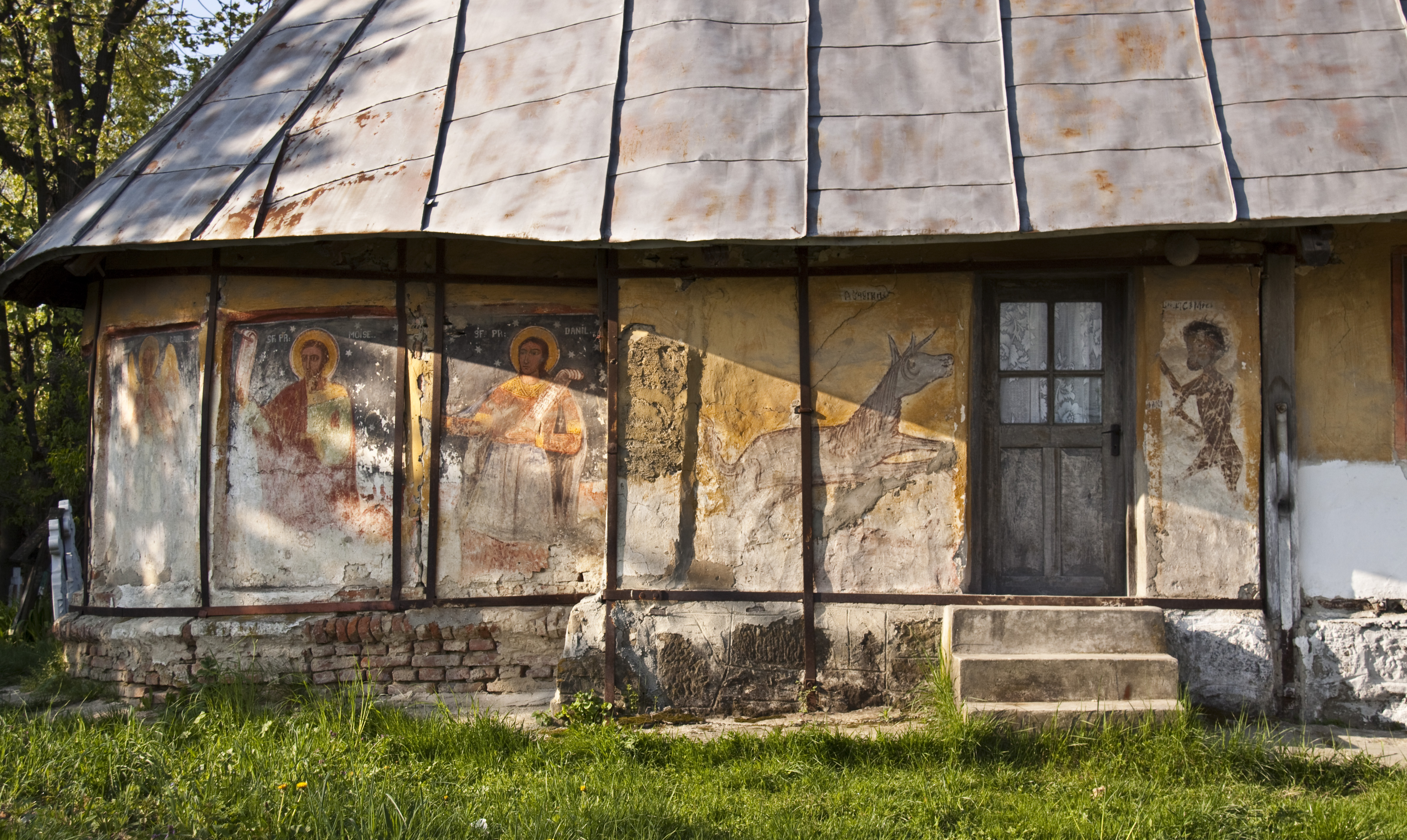
Ducipal, pe latura de nord
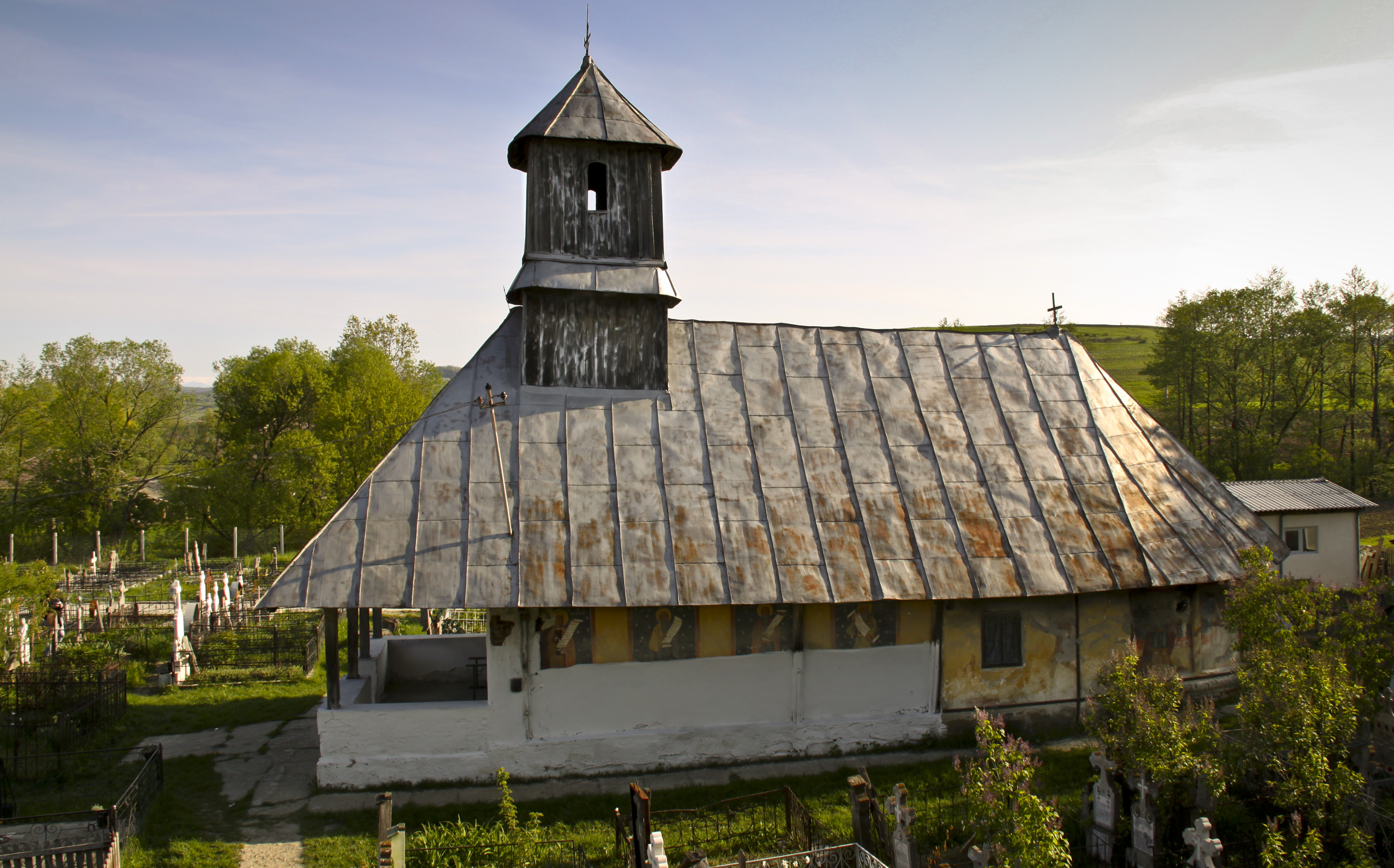
sud
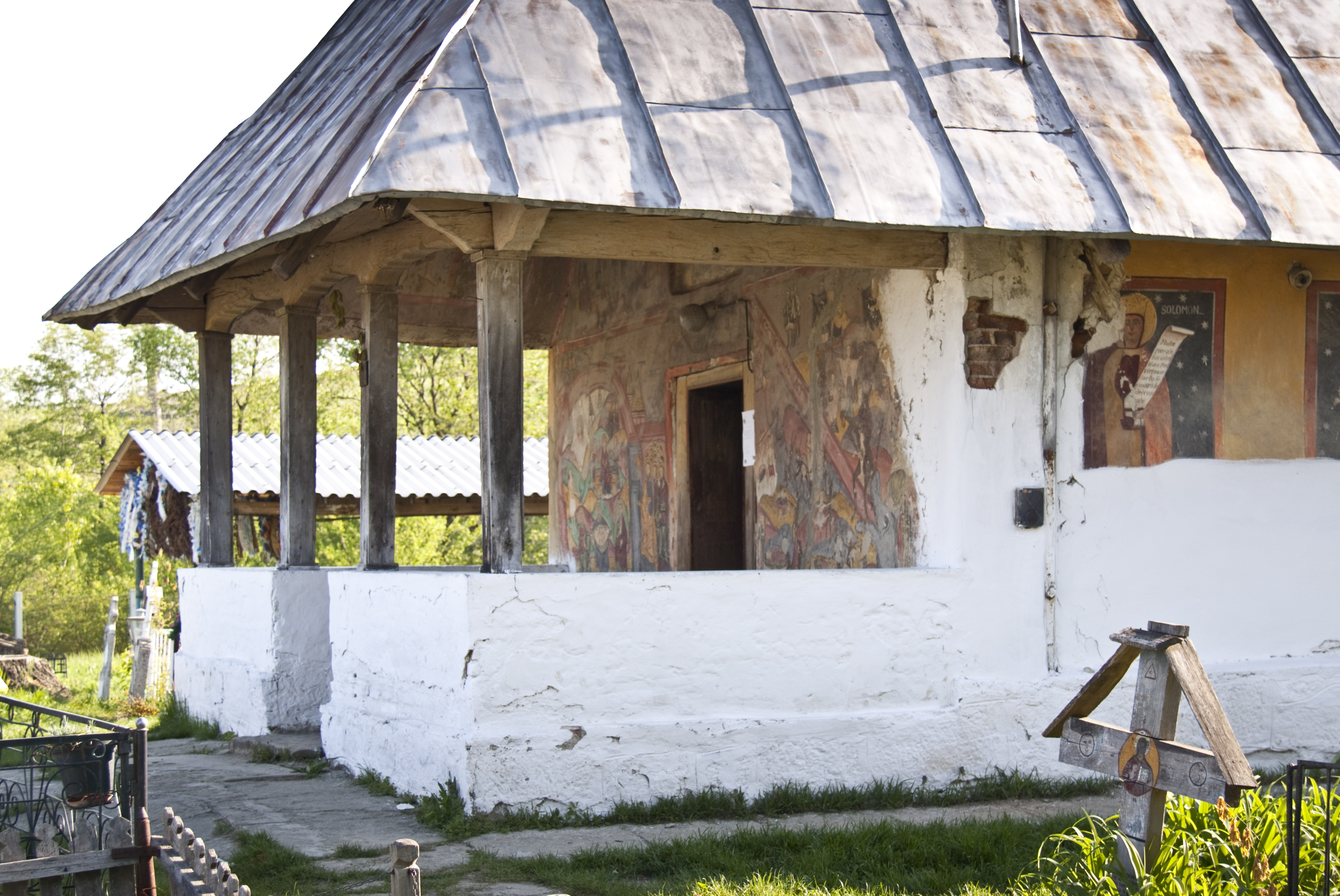
pridvor
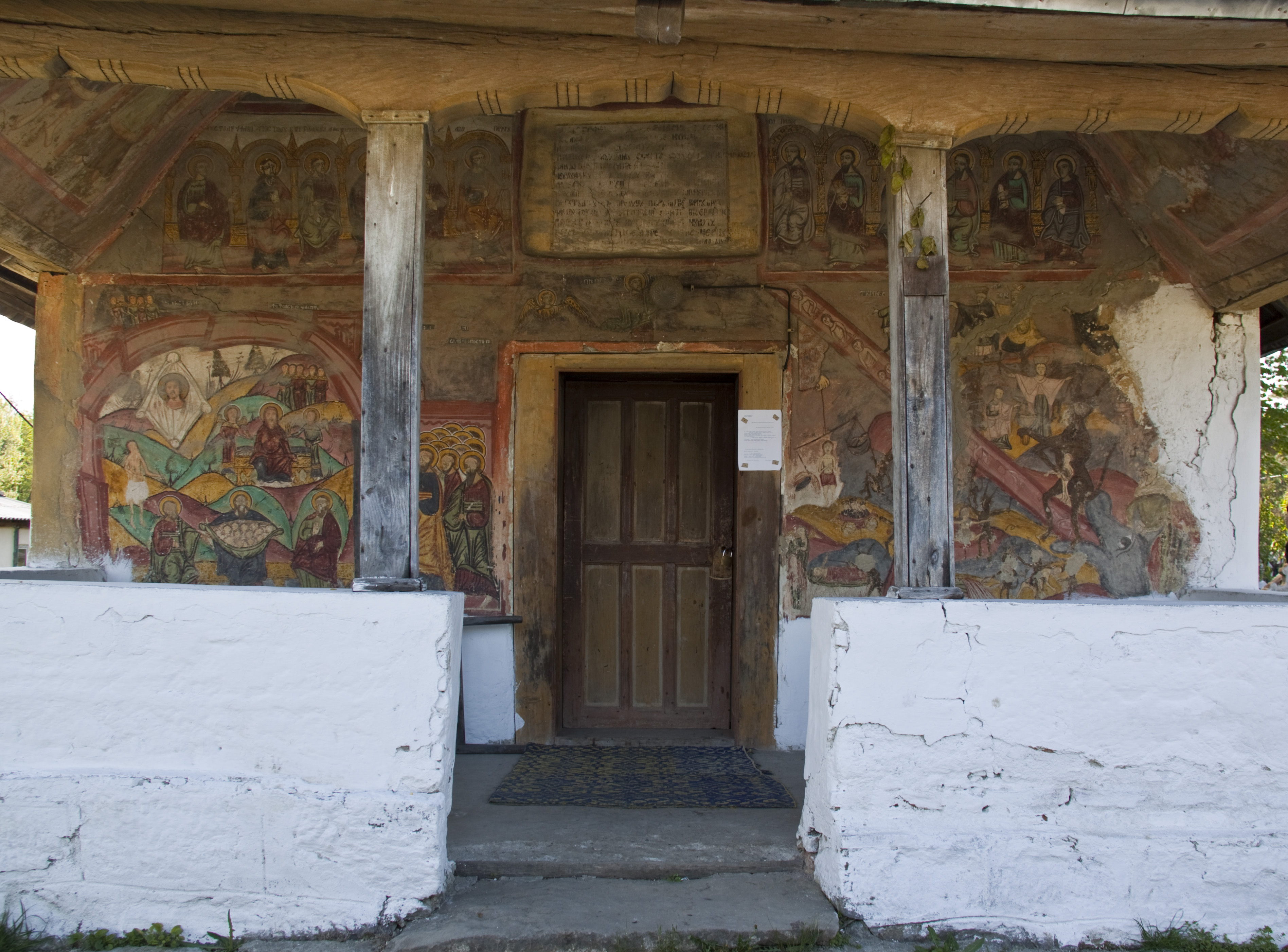
intrarea în pridvor
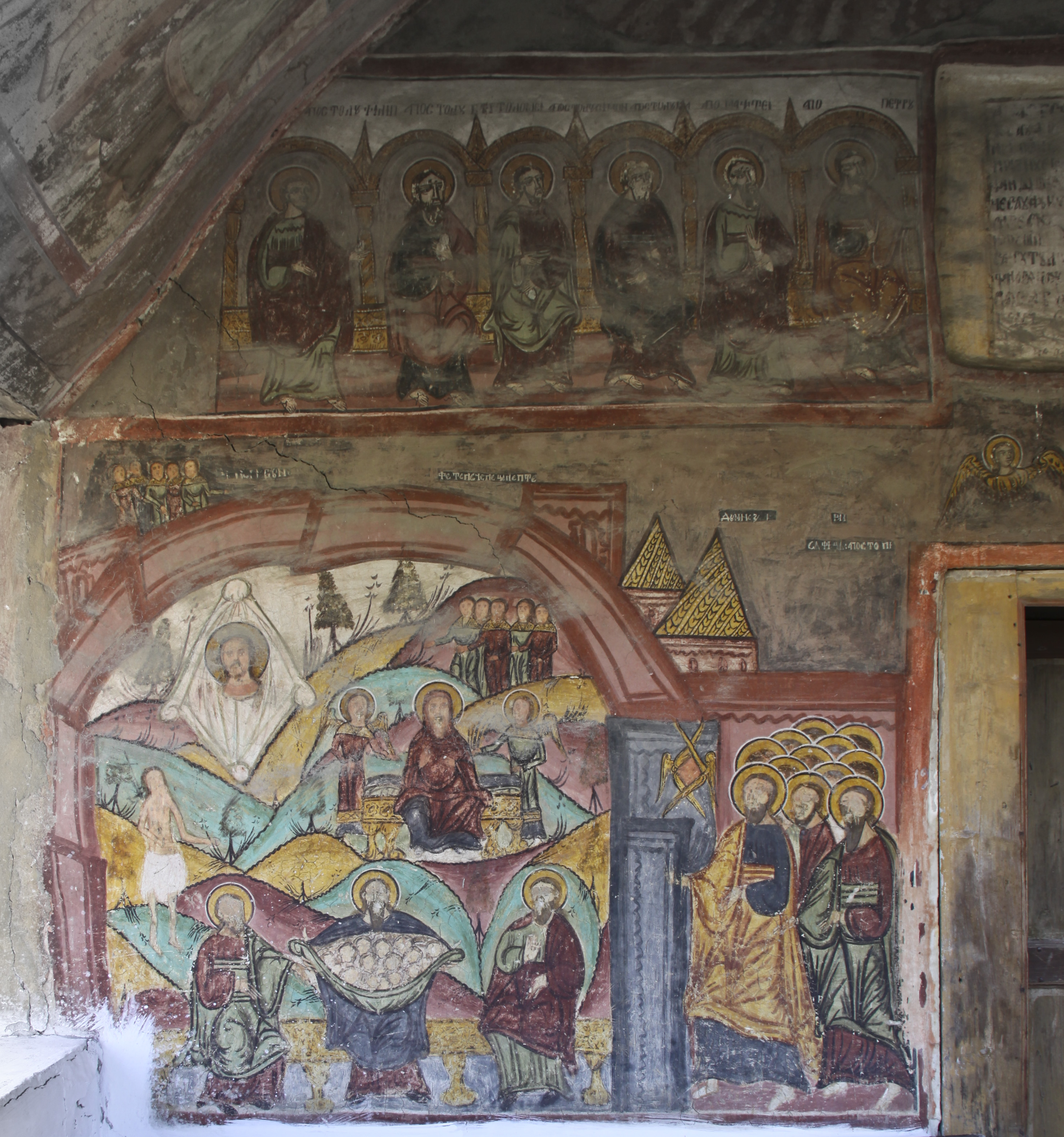
raiul
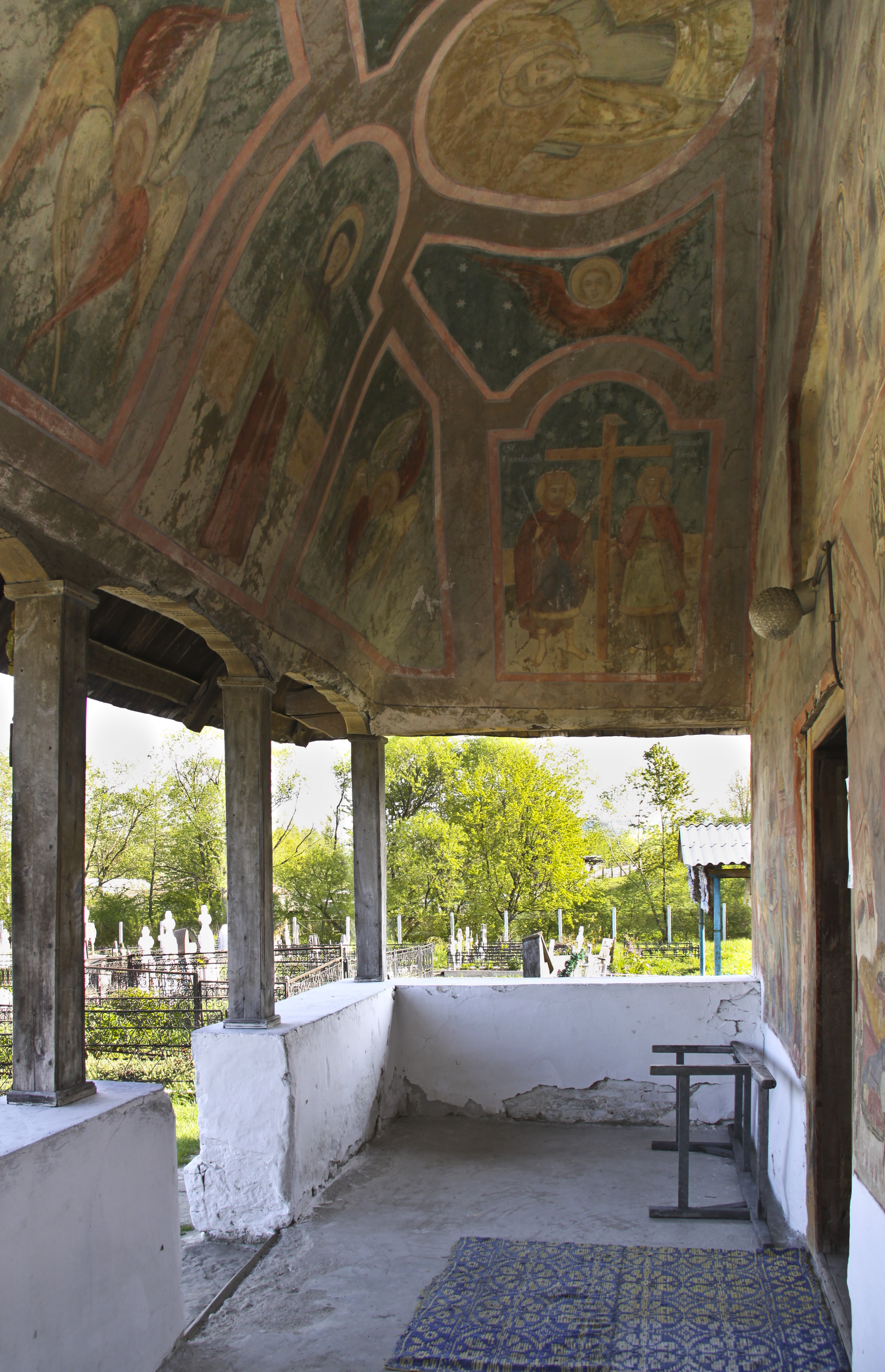
interior pridvor

## Imagini interioare

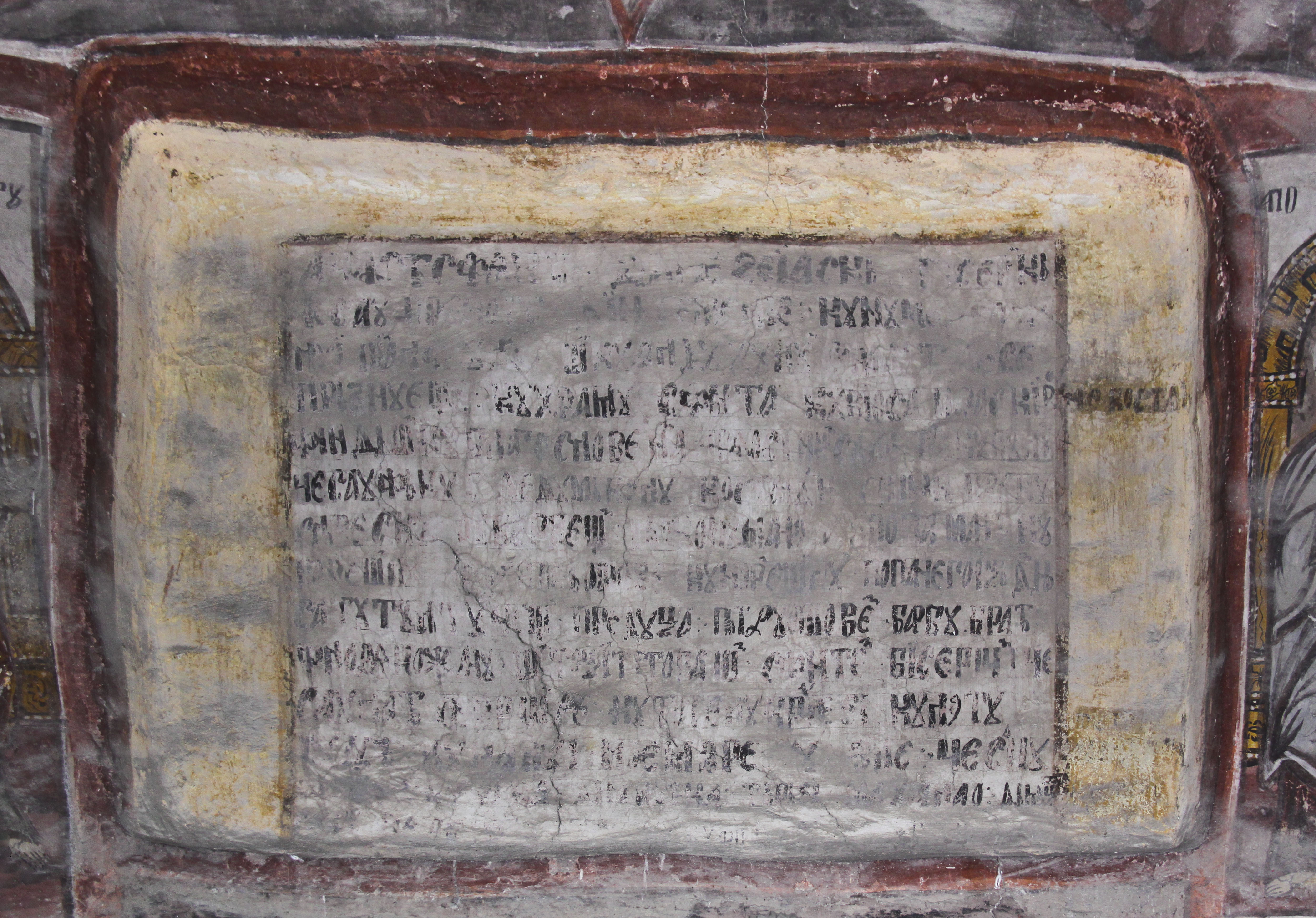
pisania 1847
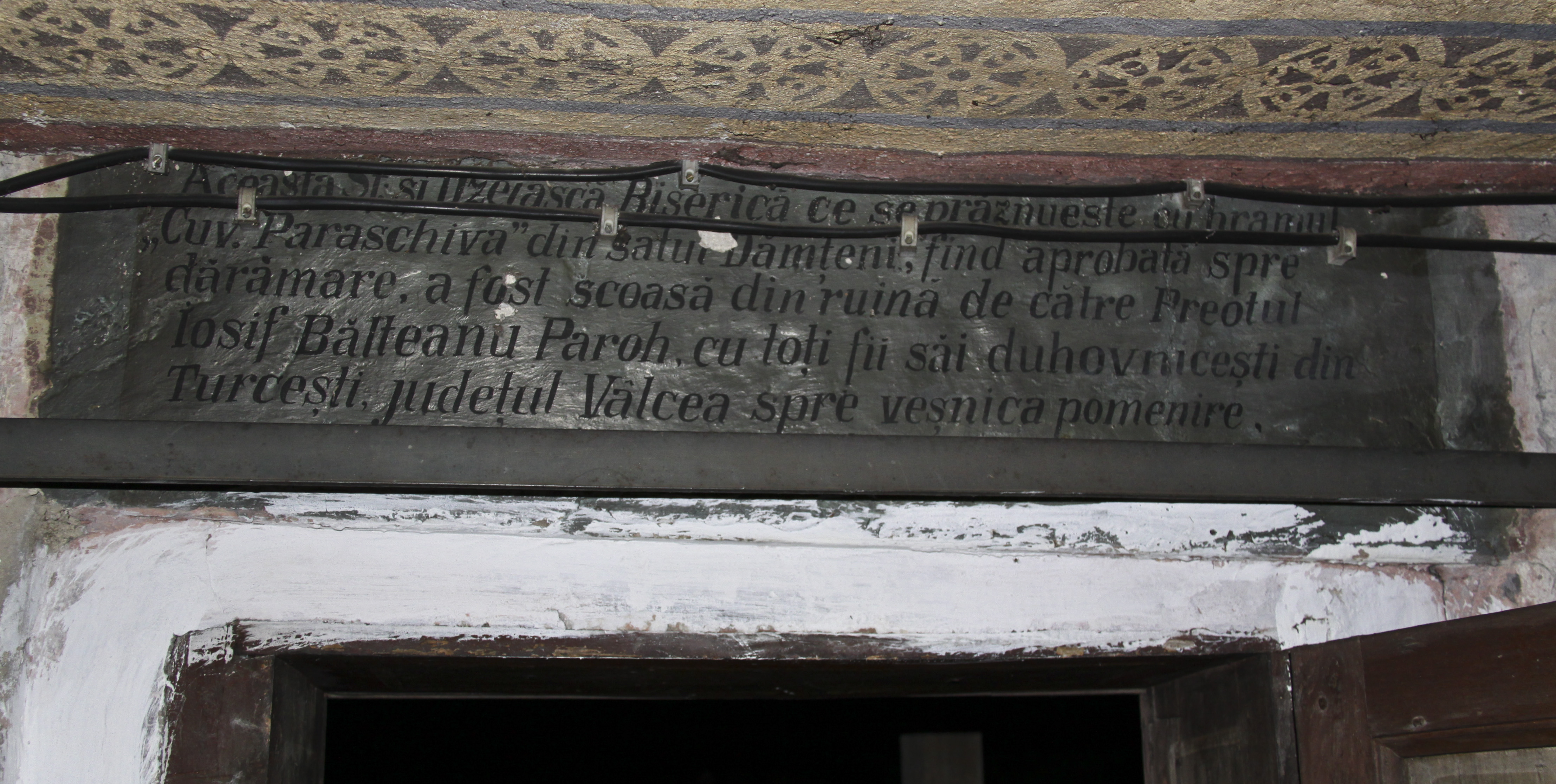
pisanie 1913
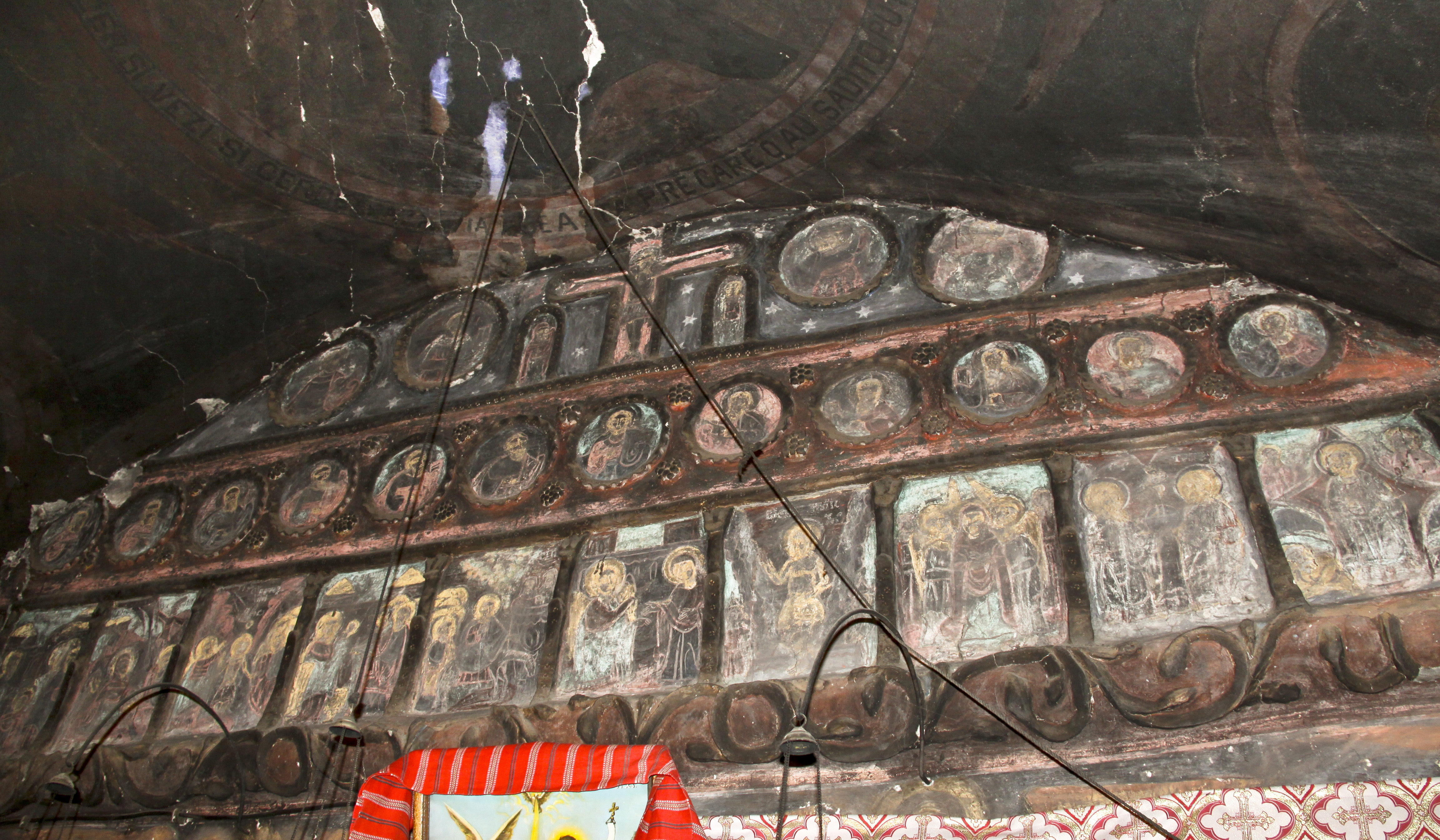
tâmpla
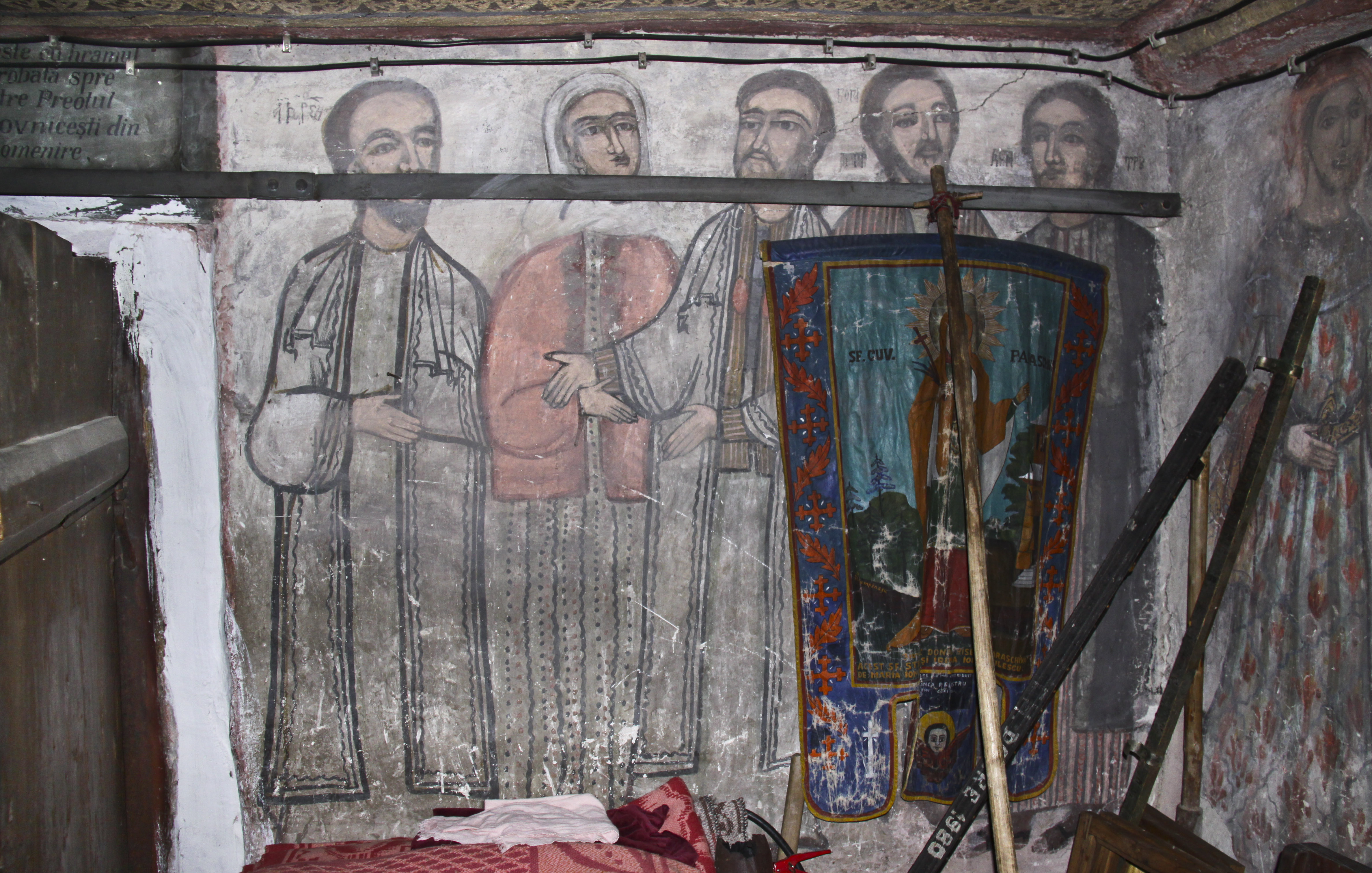
ctitori
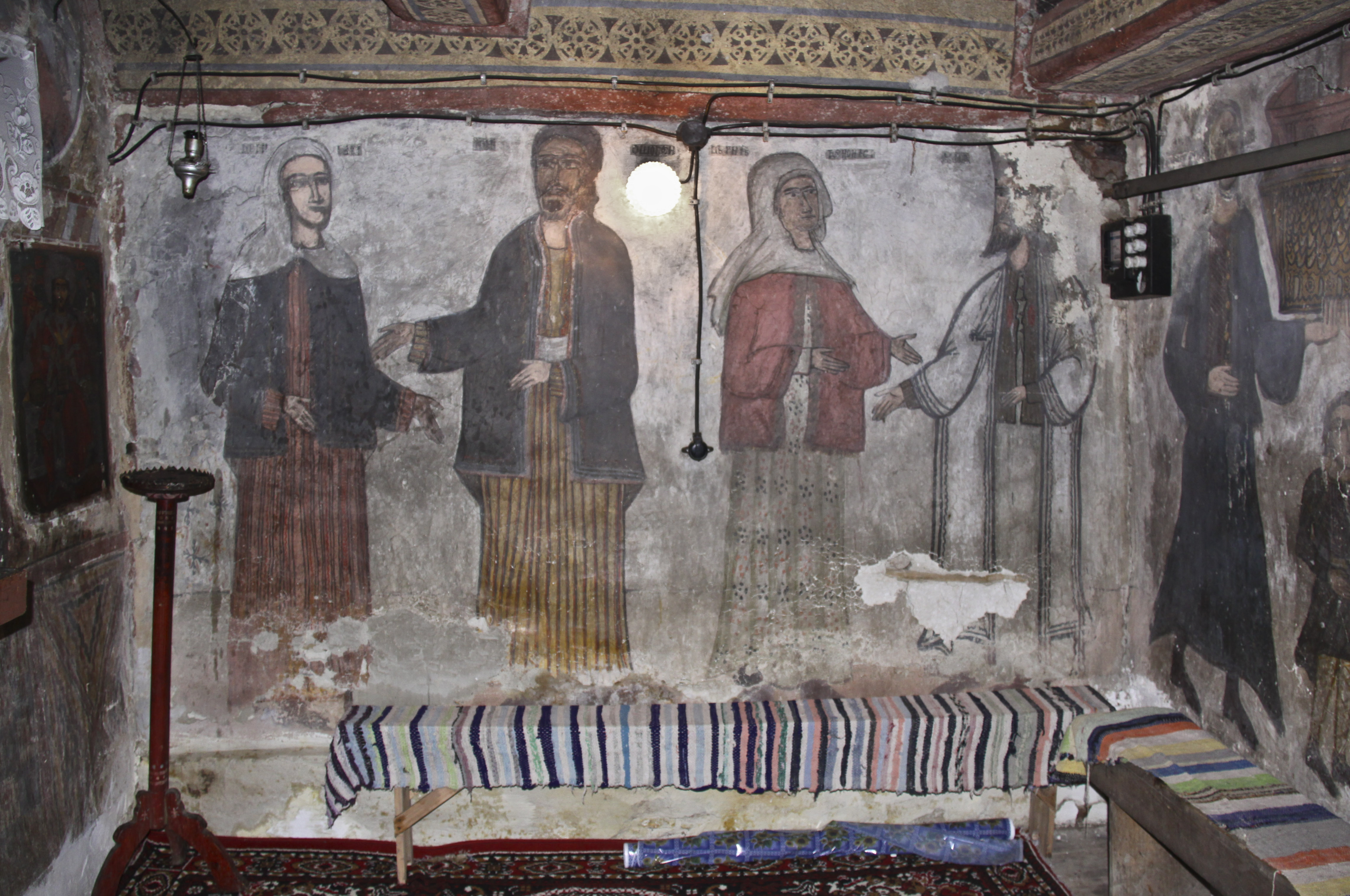
ctitori